# Negrito
| 1: Boiximà 2: Negroide 3: Negritos 4: Raça mediterrània 5: Australoides 6: Raça blanca | 7: Polinesis 8: Mongoloides A 8: Mongoloides B 8: Mongoloides C 9: Esquimals |

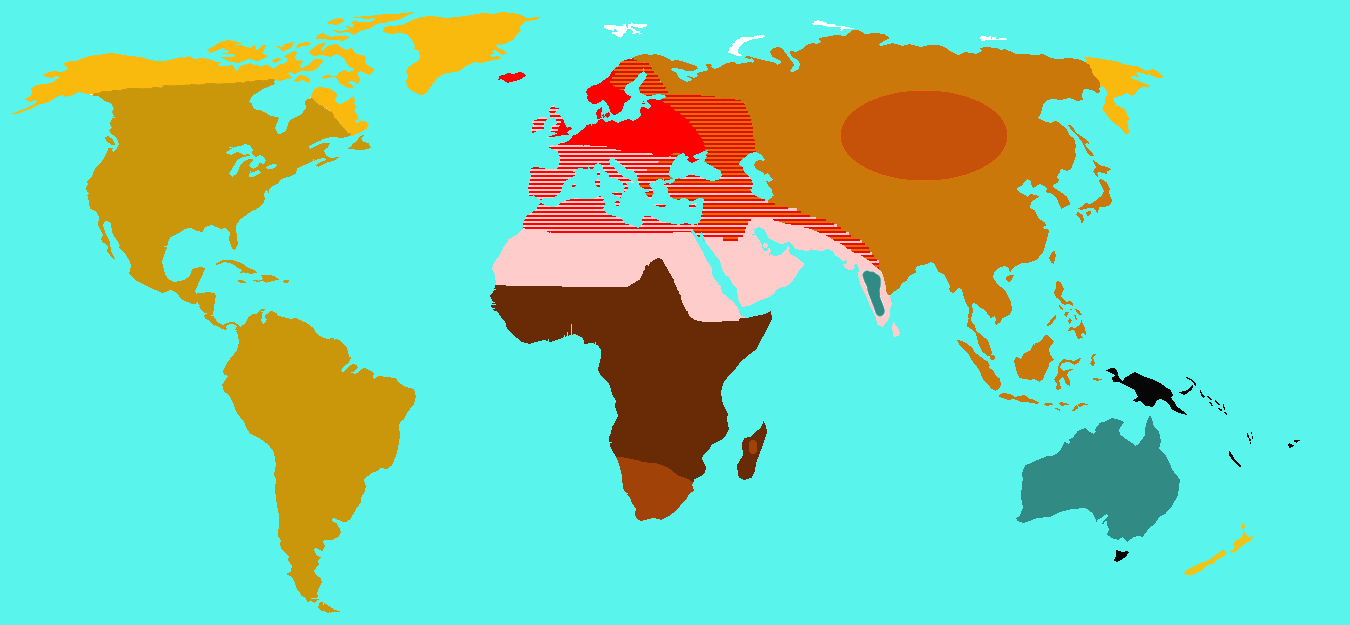
Mapa de categories ètniques de Huxley d'On the Geographical Distribution of the Chief Modifications of Mankind (1870).
1: Boiximà
2: Negroide
3: Negritos
4: Raça mediterrània
5: Australoides
6: Raça blanca
7: Polinesis
8: Mongoloides A
8: Mongoloides B
8: Mongoloides C
9: Esquimals
Huxley va dir: 'Es diu caucasians les ètnies blanques (xantocrois) i mediterrànies (melanocroi) considerades conjuntament, i això és absurd

Negrito és un terme referit a diversos grups ètnics de parts isolades del sud-est d'Àsia.
Les poblacions actuals inclouen dotze tribus de les Illes Andaman, sis tribus Semang de Malàisia, el pobles Mani de Tailàndia, i els Aeta, Agta, Ayta, pigmeus asiàtics, Ita, Baluga, tribu Ati, Dumagat i unes vint-i-cinc tribus de les Filipines.
Els negritos comparteixen algunes característiques físiques amb els pigmeus africans, incloent la curta alçada, la textura de cabell afro i la pell fosca; tanmateix, el seu origen i la ruta de migració a Àsia és objecte de gran especulació.

## Orígens
El seu origen és objecte de debat. Tanmateix, en llengua malaia s'anomenen Orang asli, o gent indígena.

### Ètnia mamanoa

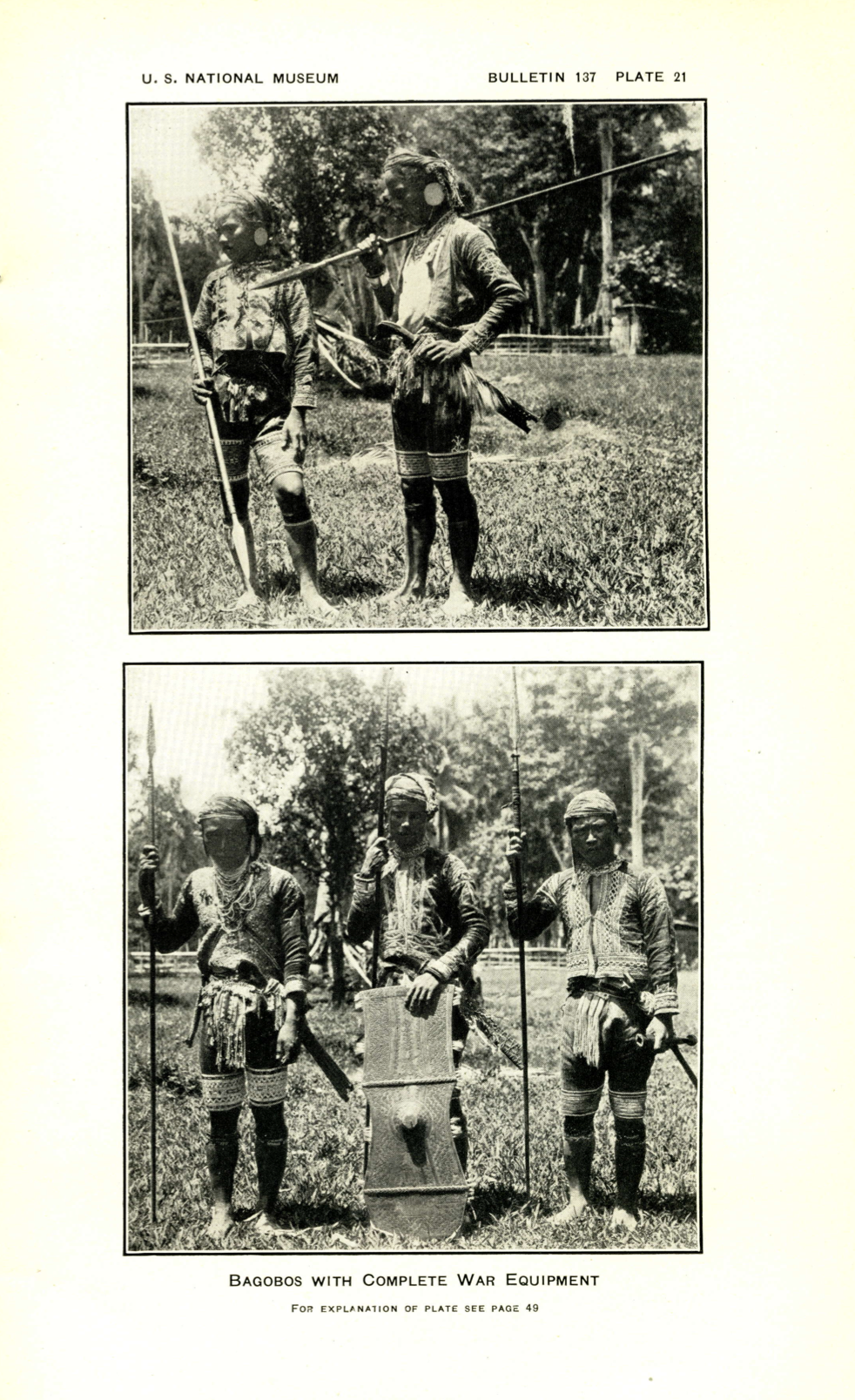
Fotografia de 1926 de guerrers Lumad de Bagobo (Manobo)

Els mamnoa o mamanwa són una tribu negrita que sovint s'agrupa amb els lumad. Provenen de les províncies de Mindanao, Filipines de Leyte, Agusan del Nord i Surigao, presenten poblacions menors que les de les tribus Manobos i Mandaya, que també viuen a la regió. Com tots els negritos, els mamanoas són genèticament diferenciats dels habitants de les terres baixes i dels manobos que viuen a més altitud; mostren el cabell arrissat i tonalitats molt més fosques de pell.
Tradicionalment els mamanoa són caçadors recol·lectors. Els estudis genètics suggereixen que els mamanwa van ser una de les primeres poblacions a abandonar l'Àfrica, juntament amb els aborígens australians i els indígenes de Nova Guinea, i aquestes tres ètnies van divergir d'un origen comú fa uns 36.000 anys.

Actualment els mamanoa viuen en assentaments sedentaris (barangays) prop de centres agrícoles i de mercats i, per tant, la seva dieta ha canviat i ara inclou productes agrícoles amb midó. Els seus dirigents poden ser o bé homes o bé dones.
Mamanoa significa 'els primers habitants de la selva'. Parlen l'idioma mamanwa (o minamanwa).